# Valérie Rey-Robert
Valérie Rey-Robert est une essayiste féministe française, née le 16 décembre 1975 à Lyon.

## Biographie
Alors salariée d'une entreprise de modération sur Internet, Valérie Rey-Robert est connue depuis le début des années 2000 par son blog féministe Crêpe Georgette.
En février 2019, elle sort de l'anonymat et publie l'ouvrage Une culture du viol à la française : Du « troussage de domestique » à la « liberté d’importuner » aux éditions Libertalia. Un an et demi après le début du mouvement #MeToo, l'autrice revient dessus et analyse les rapports qu'entretient la société française avec le viol,. Elle critique le concept de galanterie et se positionne contre la drague, qu'elle juge anti-féministe.
Au printemps 2019, les journalistes Aude Lorriaux, Nassira El Moaddem et Marie Kirschen décortiquent l'ouvrage dans le podcast Le Deuxième texte.
Lors de la mise au jour de la Ligue du LOL, elle affirme avoir été victime de cyberharcèlement au début des années 2010.

## Publications
- Une culture du viol à la française : Du « troussage de domestique » à la « liberté d’importuner », Libertalia, 2019, 300 p. (ISBN 978-2-37729-076-5)
- Le sexisme, une affaire d'hommes, Montreuil, Libertalia, mars 2020, 240 p. (ISBN 978-2-37729-130-4)
- Dix questions sur le féminisme, Montreuil, Libertalia, septembre 2021, 244 p. (ISBN 2-3772-9218-6)
- Téléréalité - La fabrique du sexisme, Les Insolentes, avril 2022, 224 p. (ISBN 978-2-01-710136-9)